# Богач (рудник)
Богач (рудник) – гірничодобувне підприємство у Карагандинській області Казахстану, створене для розробки однойменного марганцевого родовища.
Розробку Богача почали в 1999 році, при цьому зацікавленість викликали лише окислені марганцеві руди, тоді як залізомарганцеві та залізні складували у відвалах. Проектом розробки опікувалась група «ТЭМЗ» (через Рудоуправілння «Марганець»), яка потребувала марганцевий концентрат для своїх феросплавних заводів – Теміртауського електрометалургійного (став до ладу в 2000-му) та Таразького металургійного (з 2007-го).
За 9 місяців 2011-го з Богач отримали 82 тисячі тон марганцевої руди.
Станом на початок 2019-го залишкові запаси окислених марганцевих руд оцінювались у 1150 тисяч тон (з яких 650 тисяч тон мали середній вміст марганцю у 33,6%), що забезпечувало видобуток протягом восьми років при продуктивності у 134 тисячі тон на рік. Втім, у 2020-му з Богачу видобули більше – 200 тисяч тон. 
Також можливо відзначити, що у 2021-му оприлюднили план, за яким вже з 2024-го мала початись ліквідація рудника, при цьому два його кар’єри на момент завершення розробки повинні досягнути глибини у 80 та 30 метрів.